# Негря, Георге
Гео́рге Не́гря (рум. Gheorghe Negrea; 21 апреля 1934, Сибиу — 2001, Бухарест) — румынский боксёр полутяжёлой весовой категории, выступал за сборную Румынии во второй половине 1950-х — первой половине 1960-х годов. Серебряный призёр летних Олимпийских игр в Мельбурне, чемпион Европы, семикратный чемпион Румынии, участник многих международных турниров и матчевых встреч.

## Биография
Родился в городе Сибиу, Трансильвания.
Активно заниматься боксом начал в раннем детстве в одном из местных боксёрских клубов, затем присоединился к бухарестскому клубу «Стяуа», где тренировался до самого конца карьеры. Первого серьёзного успеха на ринге добился в 1955 году, когда в полутяжёлом весе одержал победу в матчевой встрече против сборной Австрии. Благодаря череде удачных выступлений удостоился права защищать честь страны на летних Олимпийских играх 1956 года в Мельбурне — в полуфинале победил чилийца Карлоса Лукаса, но в решающем матче уступил американцу Джеймсу Бойду.
Получив серебряную олимпийскую медаль, продолжил выходить на ринг в составе национальной сборной, принимая участие во всех крупнейших международных турнирах. Так, в 1957 году он побывал на чемпионате Европы в Праге, где одолел всех своих соперников в полутяжёлой весовой категории и завоевал золотую награду. Кроме того, в 1958 он выиграл турнир боксёров на Спартакиаде дружественных армий. В 1959 году съездил на европейское первенство в Люцерне, откуда привёз медаль бронзового достоинства (в полуфинале проиграл опытному поляку Збигневу Петшиковскому). Оставаясь лидером румынской команды, в 1960 году прошёл квалификацию на Олимпийские игры в Рим, тем не менее, сумел дойти здесь лишь до стадии четвертьфинала, после чего потерпел поражение нокаутом от австралийца Энтони Мэдигана.
В 1961 году во второй раз стал победителем чемпионата дружественных армий СКДА, а также добыл серебро на чемпионате Европы в Белграде (в финале не смог одолеть итальянца Джулио Сарауди). Последним крупным турниром в его спортивной карьере были Олимпийские игры в Токио, он возлагал на эти соревнования большие надежды, однако в первом же матче единогласным решением судей проиграл советскому боксёру Алексею Киселёву, который в итоге дошёл до финала. За свою спортивную карьеру Георге Негря семь раз становился чемпионом национального первенства, удостоен звания заслуженного мастера спорта.
Умер в 2001 году в Бухаресте.